# Persée et la Gorgone (Laurent-Honoré Marqueste)
Vous lisez un « bon article » labellisé en 2019.
Pour les articles homonymes, voir Persée et la Gorgone.
Persée et la Gorgone est un groupe sculptural réalisé en cinq exemplaires par le sculpteur français Laurent Marqueste entre 1875 et 1903. Cette œuvre, de style néo-baroque inspiré du maniérisme et du nu antique, met en scène Persée s'apprêtant à trancher la tête de Méduse.
Marqueste construit son œuvre autour d'une figura serpentinata, typique du maniérisme. Il prend pour modèle Persée tenant la tête de Méduse de  Benvenuto Cellini datant de 1553, et s'inspire aussi de La Marseillaise de François Rude pour la tête de Méduse.
Créé en plâtre en 1875, le groupe est exposé au Salon de peinture et de sculpture de 1876 où Marqueste obtient la médaille de première classe. Une copie en bronze est fondue en 1877, mais le plâtre en ressort très abîmé, et cette statue est refondue par les troupes allemandes pendant la Seconde Guerre mondiale.
Marqueste réalise un second plâtre en 1887, conservé au musée des Augustins de Toulouse, puis deux marbres : un en 1890 (chapelle du musée des Beaux-Arts de Lyon) et un en 1903 (Glyptothèque Ny Carlsberg de Copenhague).

## Histoire

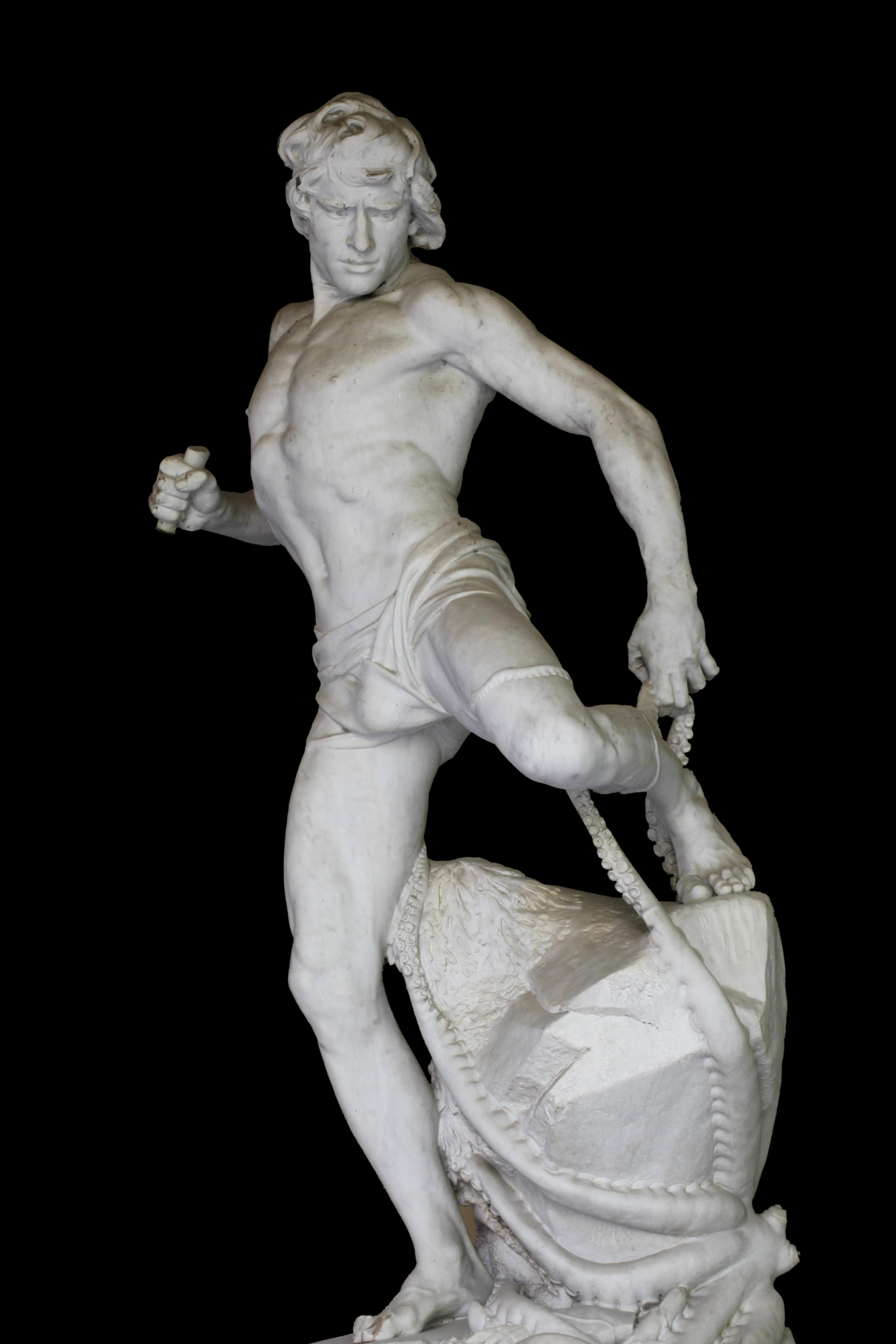
Gilliat et la pieuvre de Joseph Carlier.

Marqueste présente un plâtre de Persée et la Gorgone en 1875, lors de sa deuxième année en tant que pensionnaire de l'Académie de France à Rome. Il obtient une médaille de première classe après son exposition au Salon de peinture et de sculpture de 1876. Cet exemplaire est très endommagé par le fondeur qui réalise une copie en bronze l'année suivante.
L'État français achète le plâtre de Marqueste à l'issue du Salon, puis l'administration des Beaux-Arts commande une copie en bronze en 1877 à Thiébaut & Fils. Mise en dépôt par le Centre national des arts plastiques dans l'ancien musée des Beaux-Arts de Niort, elle est refondue par les troupes allemandes en 1942.
Marqueste réalise un nouveau plâtre en 1887, mis en dépôt au musée des Augustins de Toulouse à partir de 1905.

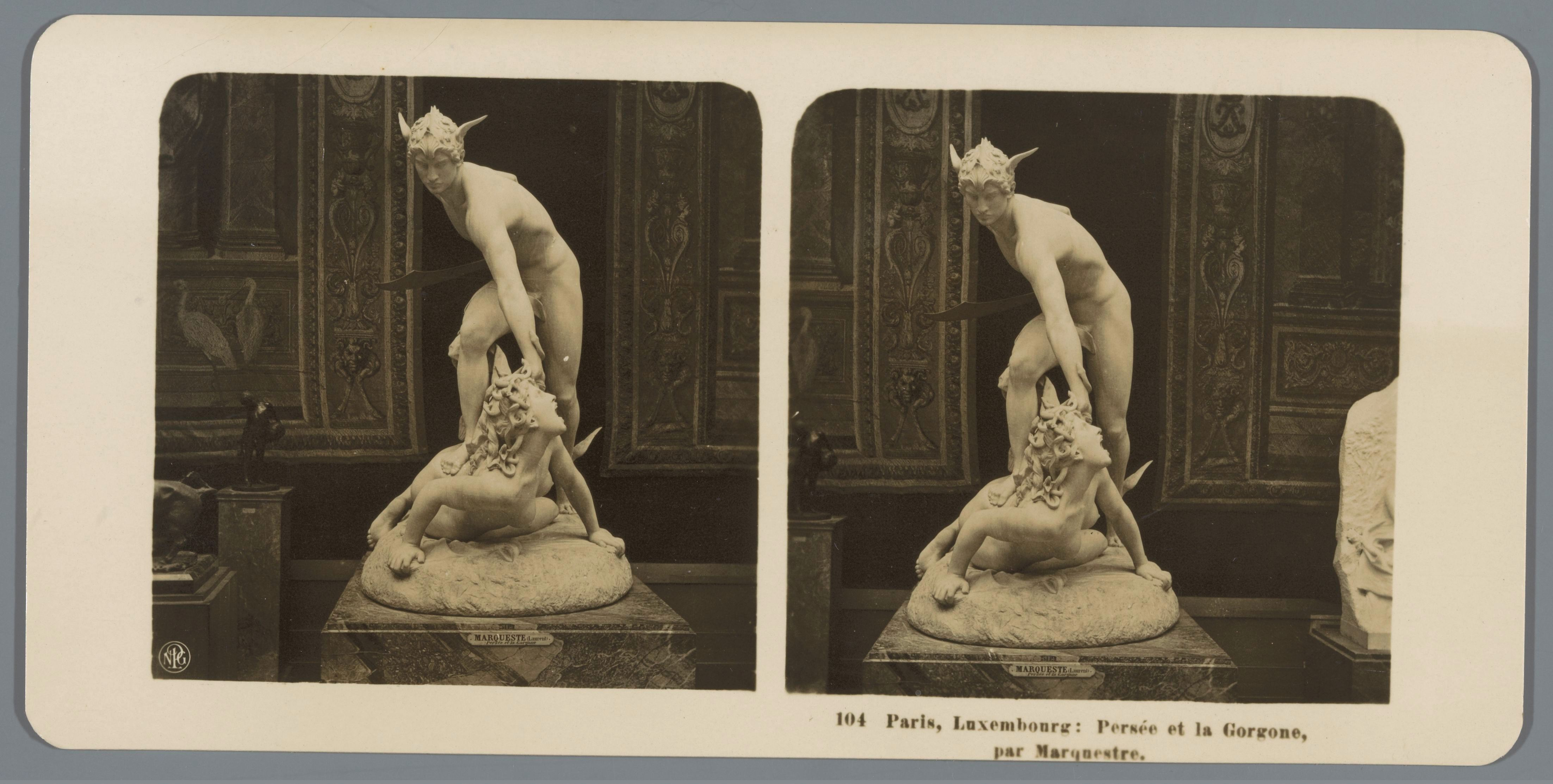
La statue de Marqueste exposée au musée du Luxembourg (stéréoscopie).

Il crée un premier marbre, exposé au Salon des artistes français de 1890, puis acquis par l'État pour 18 000 francs,, en même temps que l'œuvre Gilliat et la pieuvre de Joseph Carlier, présentée dans ce même Salon. Les deux statues sont exposées à Paris au musée du Luxembourg jusqu'en 1931, puis elles rejoignent le dépôt des marbres du musée du Louvre le 4 mars 1931. En 1933, elles sont déposées à Villeurbanne et décorent le foyer du théâtre municipal inauguré en 1934. Puis, en 1970, elles sont installées dans l'entrée du centre nautique Étienne Gagnaire, situé dans la même ville. Ce passage hors des milieux académiques est dû à une période où le style néo-baroque tombe en désuétude, le marbre Persée et la Gorgone est ainsi exposé sans socle protecteur.

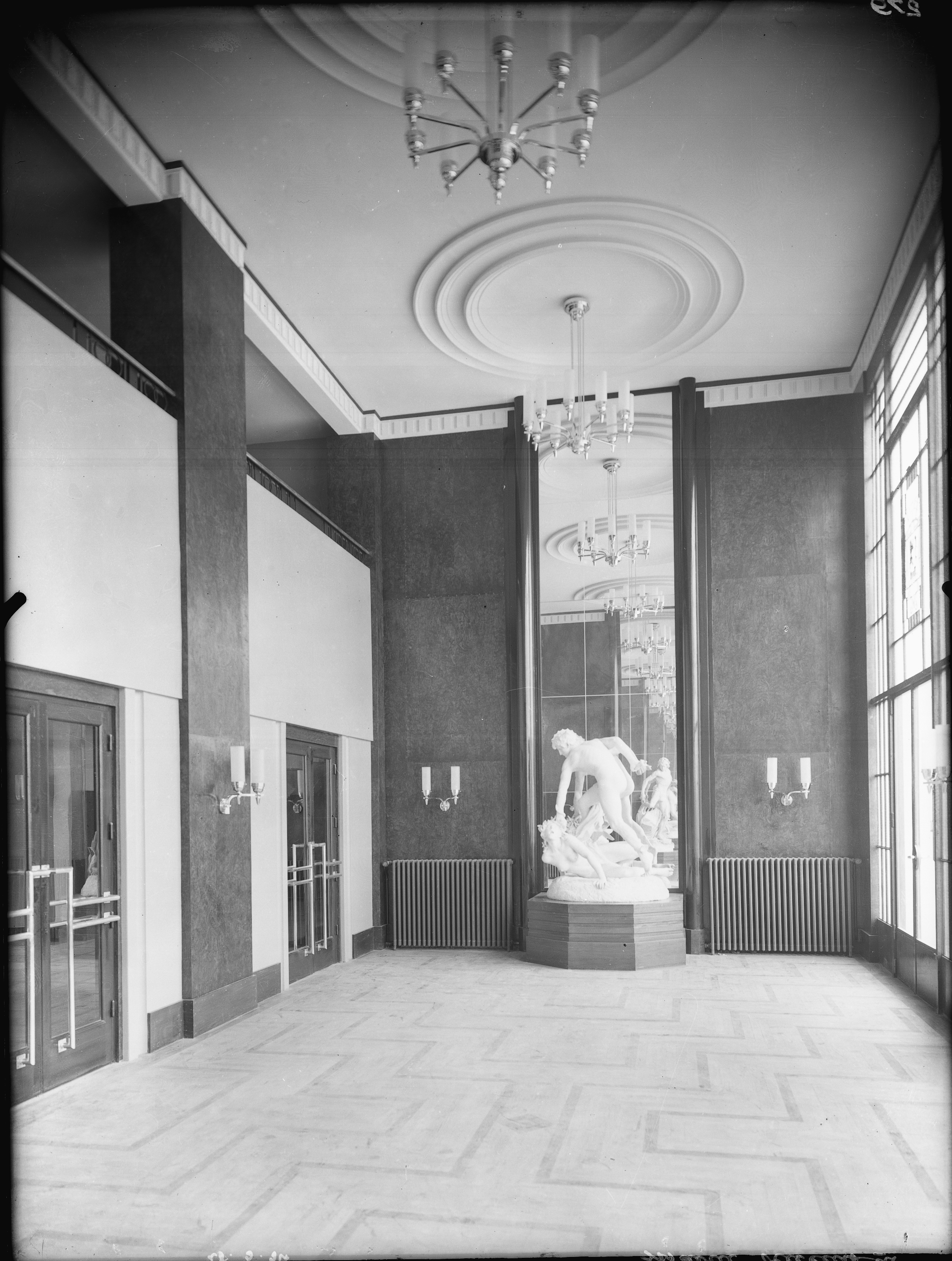
Persée et la Gorgone dans le foyer du Théâtre national populaire, avec Gilliat et la pieuvre
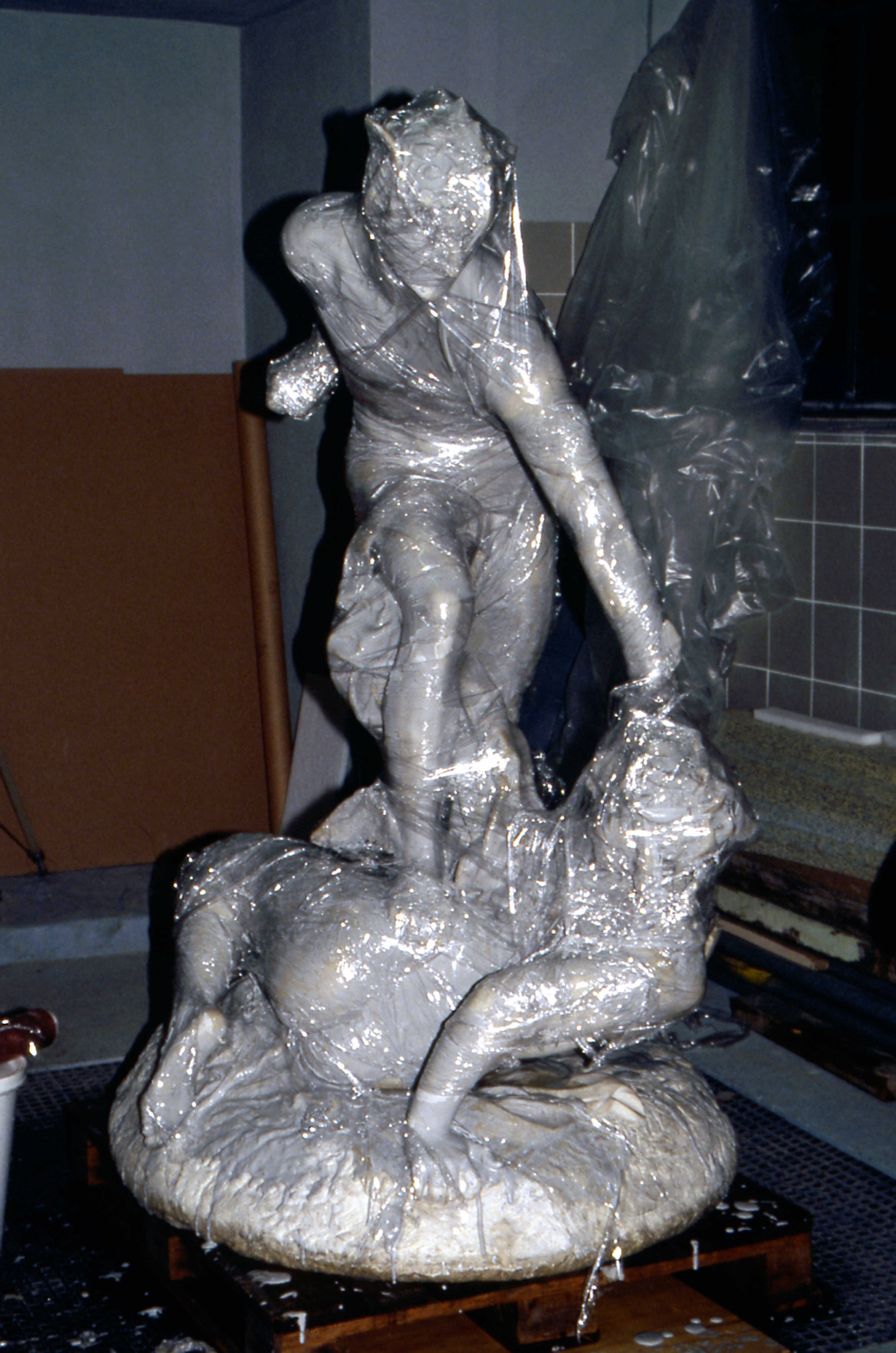
Persée et la Gorgone emballée à la piscine Étienne Gagnaire

En 1986, l'œuvre de Marqueste est affectée à Paris au musée d'Orsay. Et retrouve en 1999 celle de Carlier : elles gagnent le cloître du musée des Beaux-Arts de Lyon grâce à Philippe Durey, qui en est le directeur de 1986 à 2000. L'œuvre est restaurée en 2000 par Emmanuel Desroches qui la nettoie et recolle deux  fragments d'ailettes (il nettoie en même temps l'œuvre de Carlier). Elle fait partie du parcours thématique des figures héroïques du musée.

Ailettes recollées en 2000
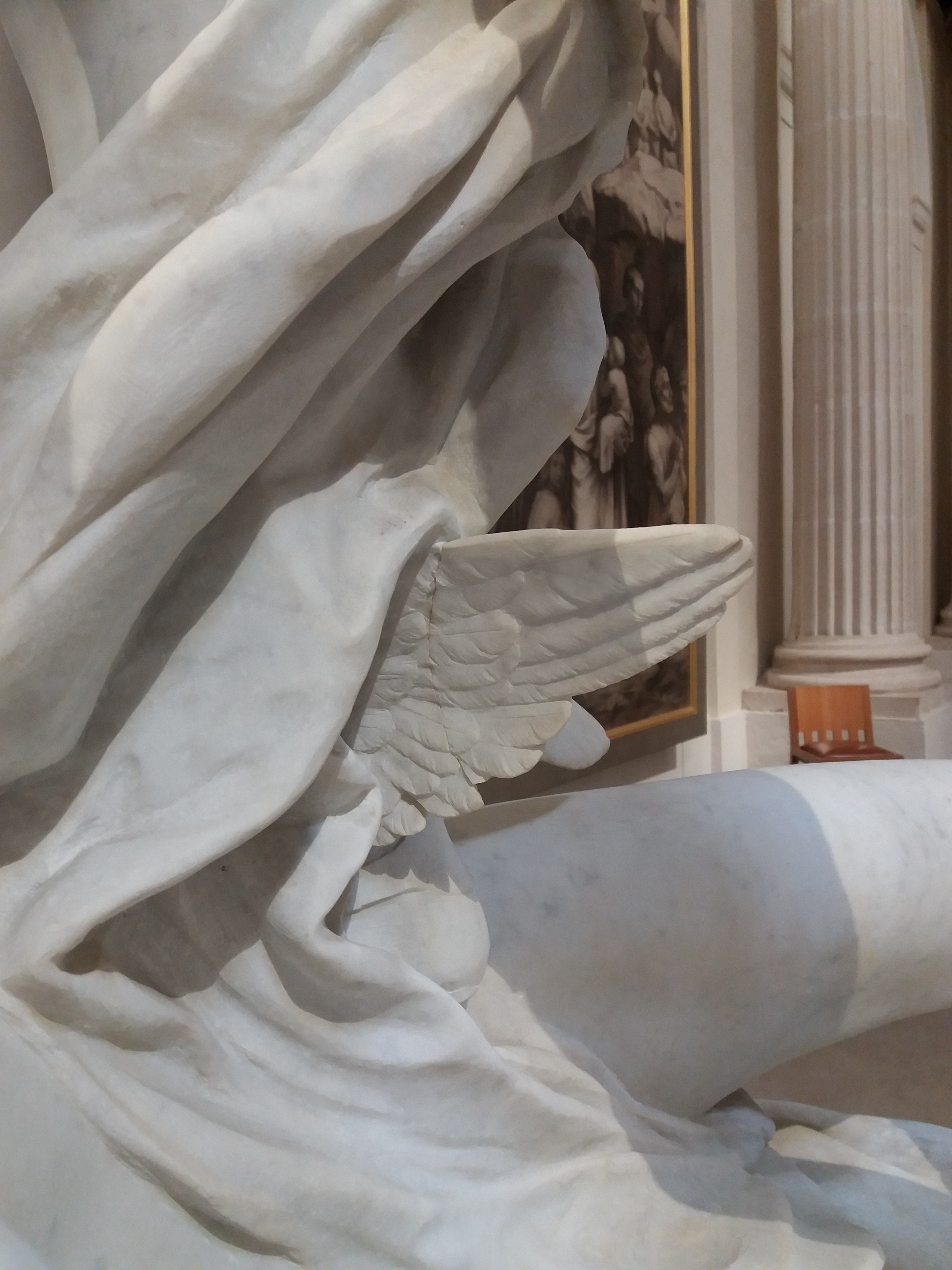
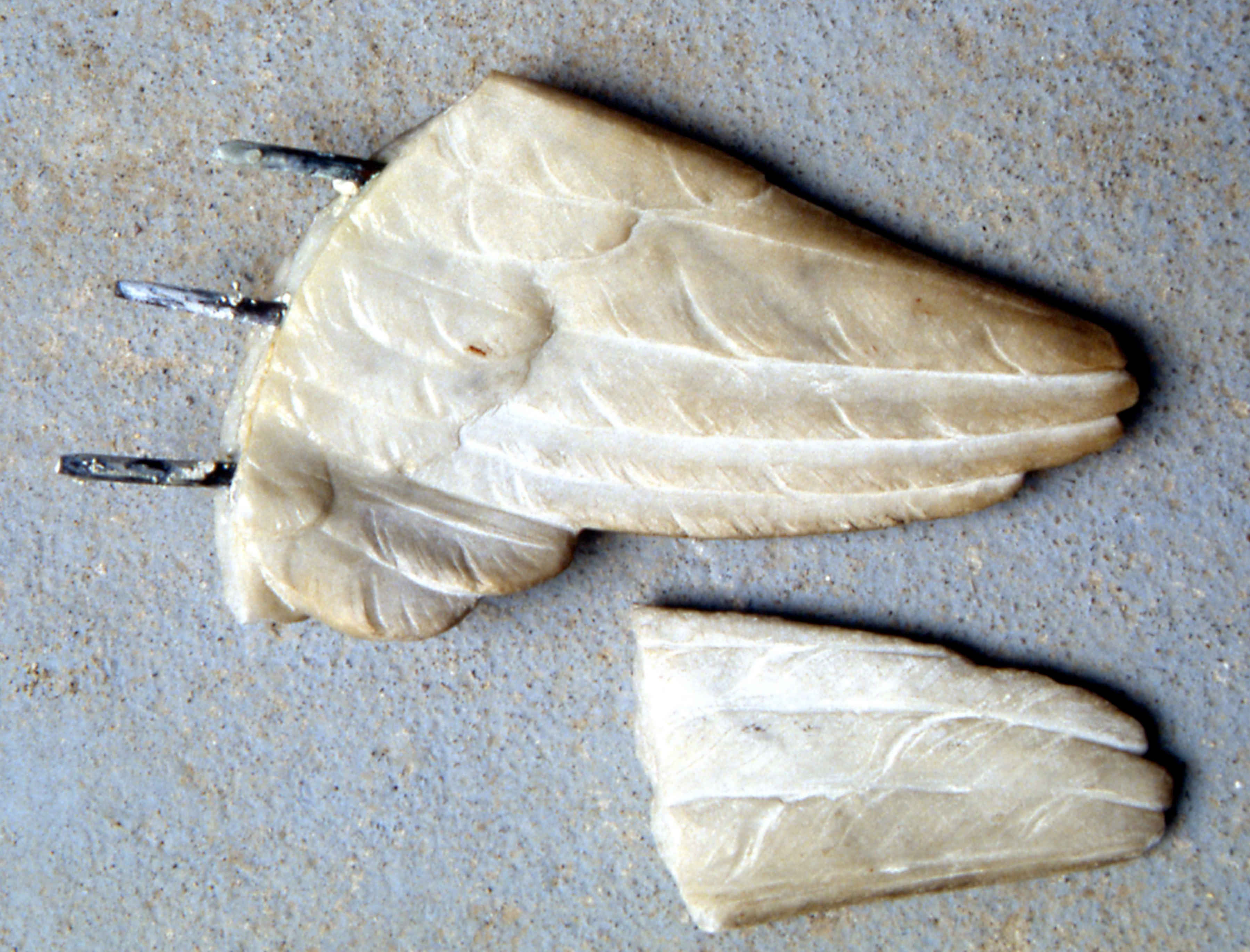
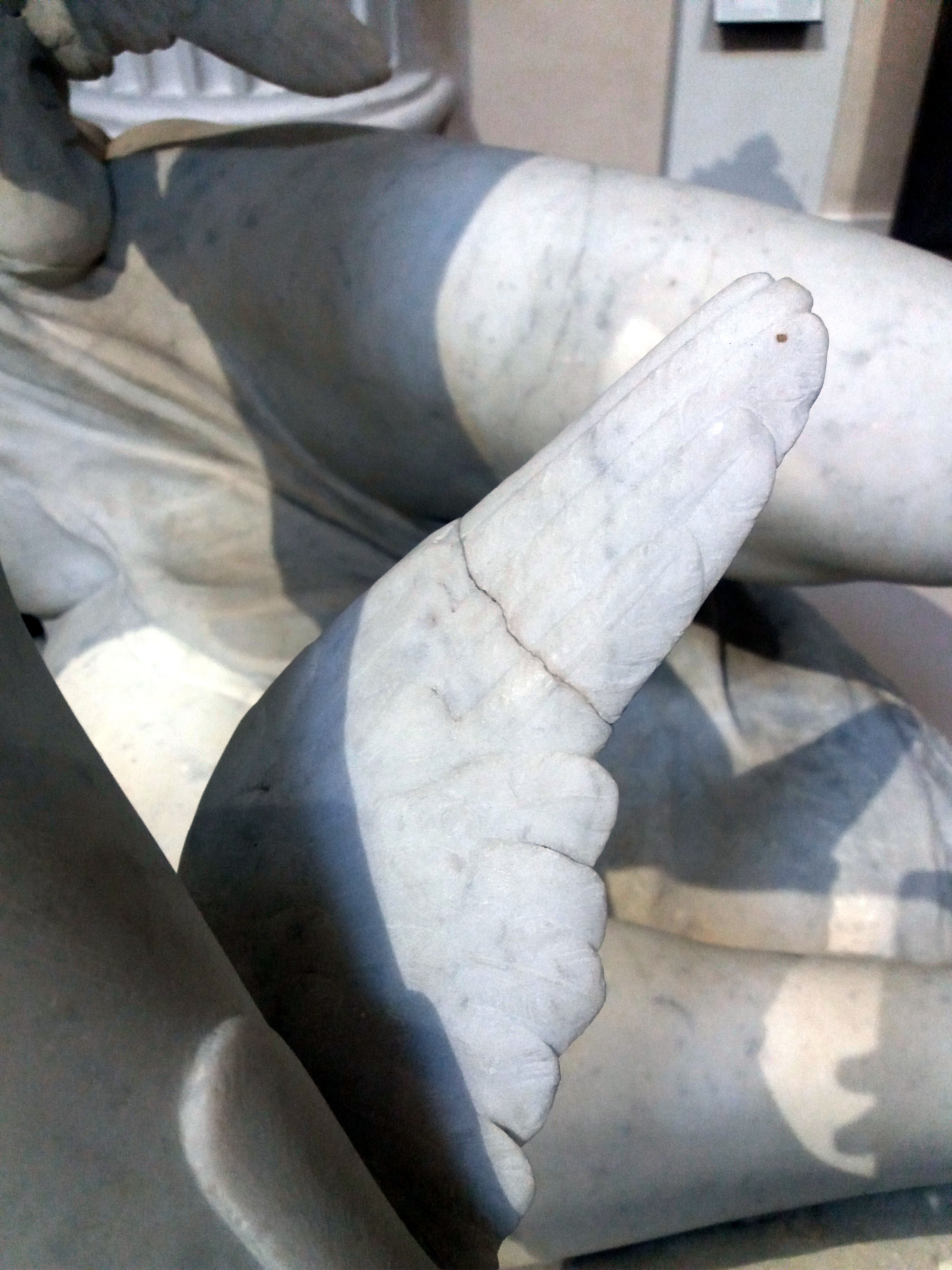

Marqueste termine un second marbre en 1903, conservé depuis à la Ny Carlsberg Glyptotek de Copenhague,.

## Description
Le groupe représente Persée envoyé par Polydecte chercher la tête de Méduse : le sculpteur le montre enjambant la Gorgone terrorisée, lui saisissant la chevelure, et se penchant pour la décapiter. Dans la mythologie grecque, Méduse est une jeune fille qui charme par sa beauté : séduite par Poséidon, elle met Athéna en colère qui la transforme en horrible Gorgone. Persée est chargé de ramener sa tête, dont le regard a le pouvoir de pétrifier, même tranchée. Parmi les armes légendaires qui lui sont fournies par les Dieux pour accomplir sa quête, Marqueste l'a équipé du casque d'Hadès rendant invisible (la Kunée), de sandales ailées qui permettent de voler et de la harpè (épée recourbée) d'Hermès ; seul manque le bouclier d'Athéna qui sert à éviter le regard des Gorgones en l'utilisant comme un miroir. Persée maintient Méduse au sol avec son pied afin de ne pas se faire pétrifier par son regard. Il a l'air déterminé mais légèrement inquiet alors que la Gorgone hurle de terreur.

### Exemplaires
Les trois exemplaires de Marqueste restants sont conservés à Toulouse, Lyon et Copenhague. Quelques réductions en bronze de 46 cm de haut ont aussi été fondues dans les ateliers de Ferdinand Barbedienne,.

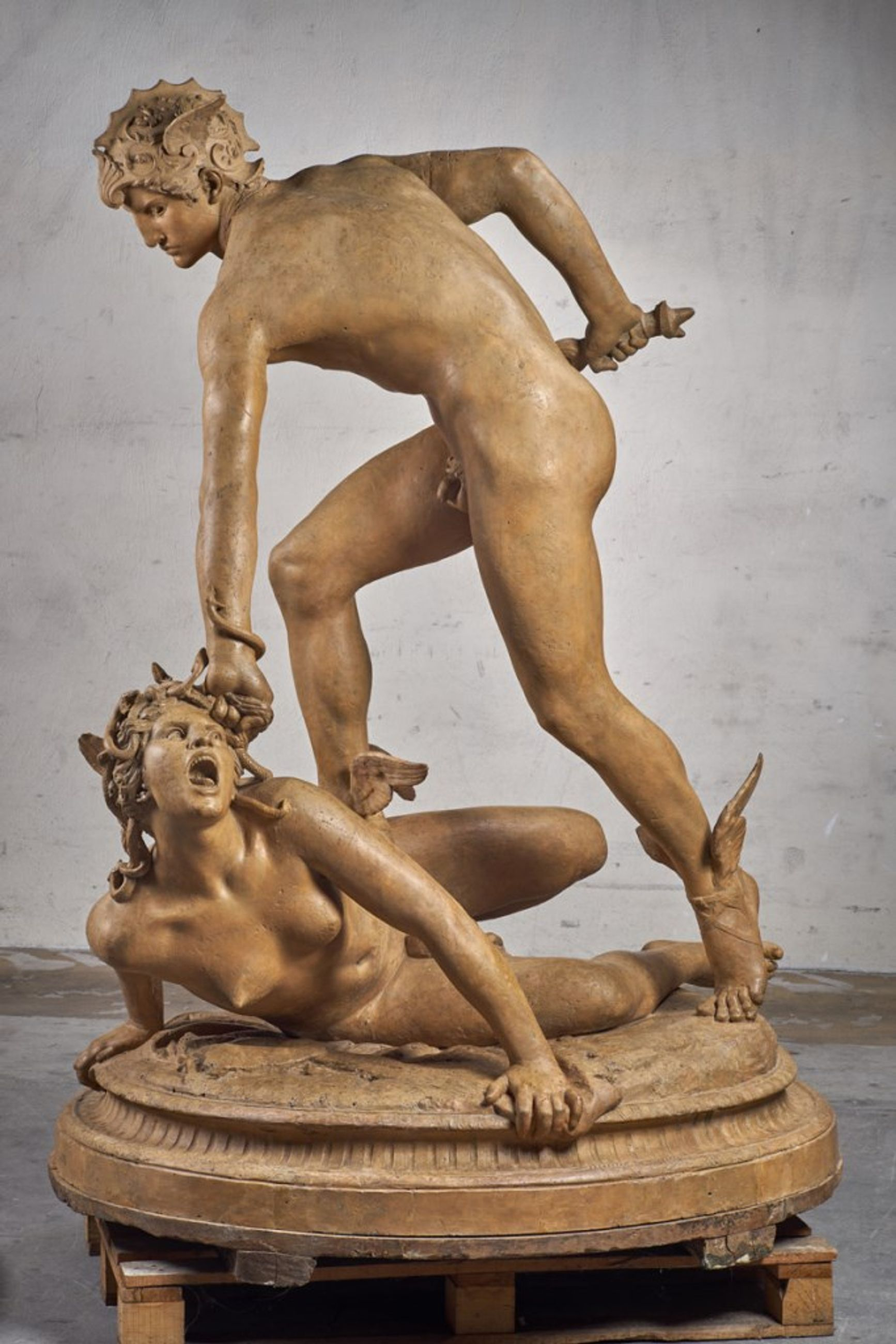
Plâtre de 1887, musée des Augustins de Toulouse (1,91 x 1,70 x 1,30 m)
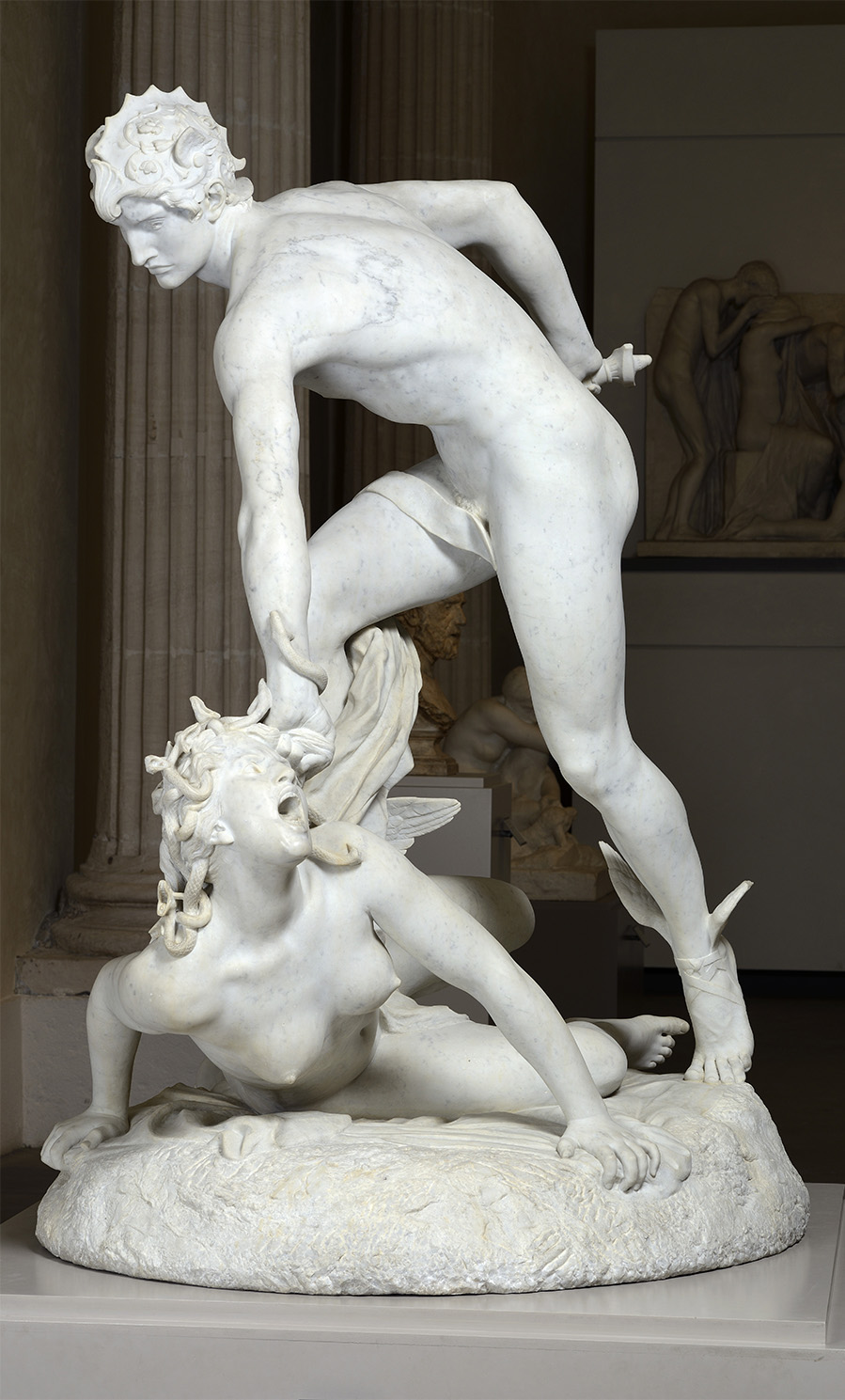
Marbre de 1890, musée des Beaux-Arts de Lyon (1,86 x 1,31 x 1,255 m)
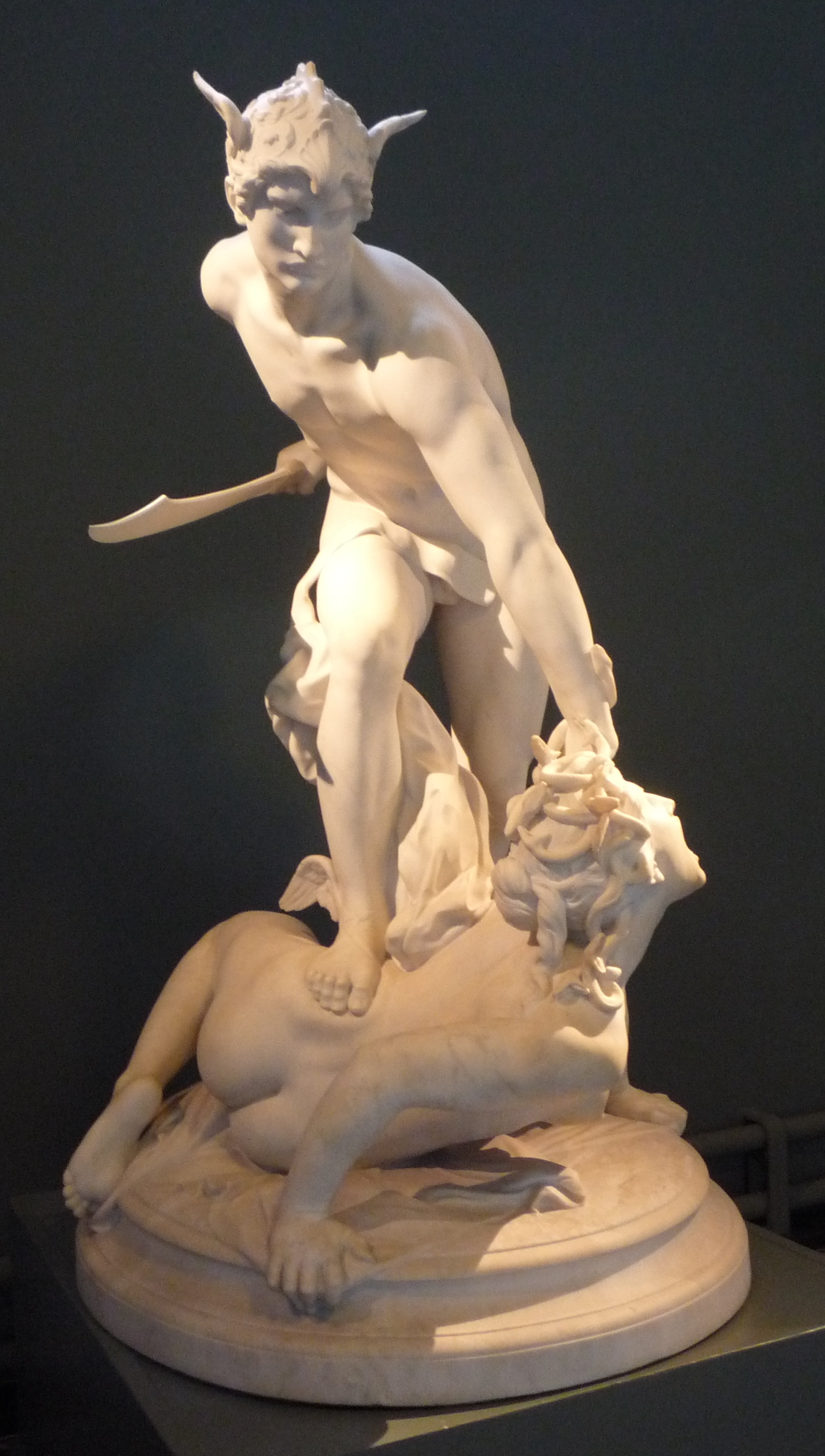
Marbre de 1903, Ny Carlsberg Glyptotek de Copenhague (1,87 m)

Le marbre de Lyon porte à l'arrière de son socle l'inscription « L. MARQUESTE. 1890 », et sa harpè a disparu,.

Marbre du musée des Beaux-Arts de Lyon
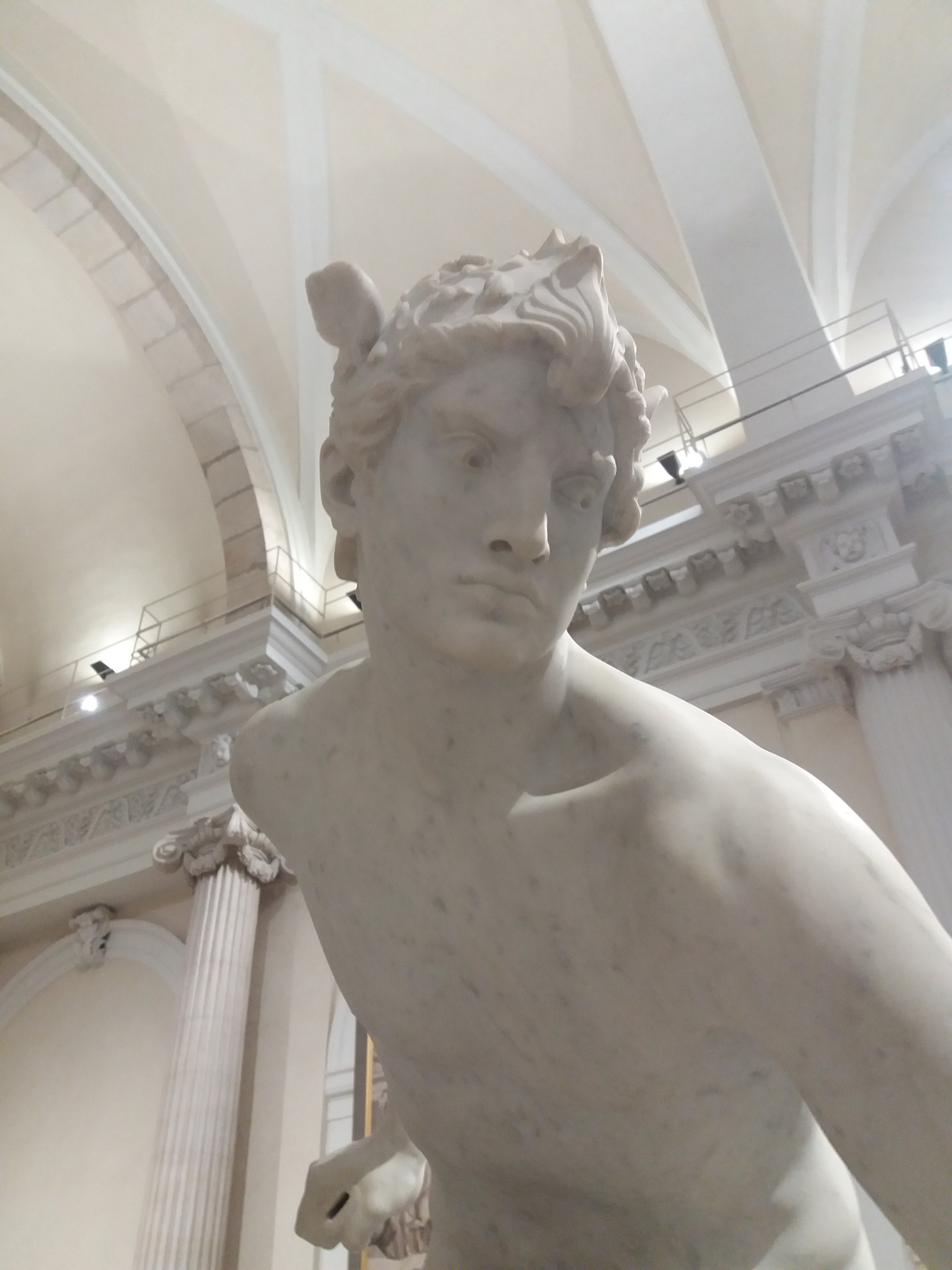
Persée
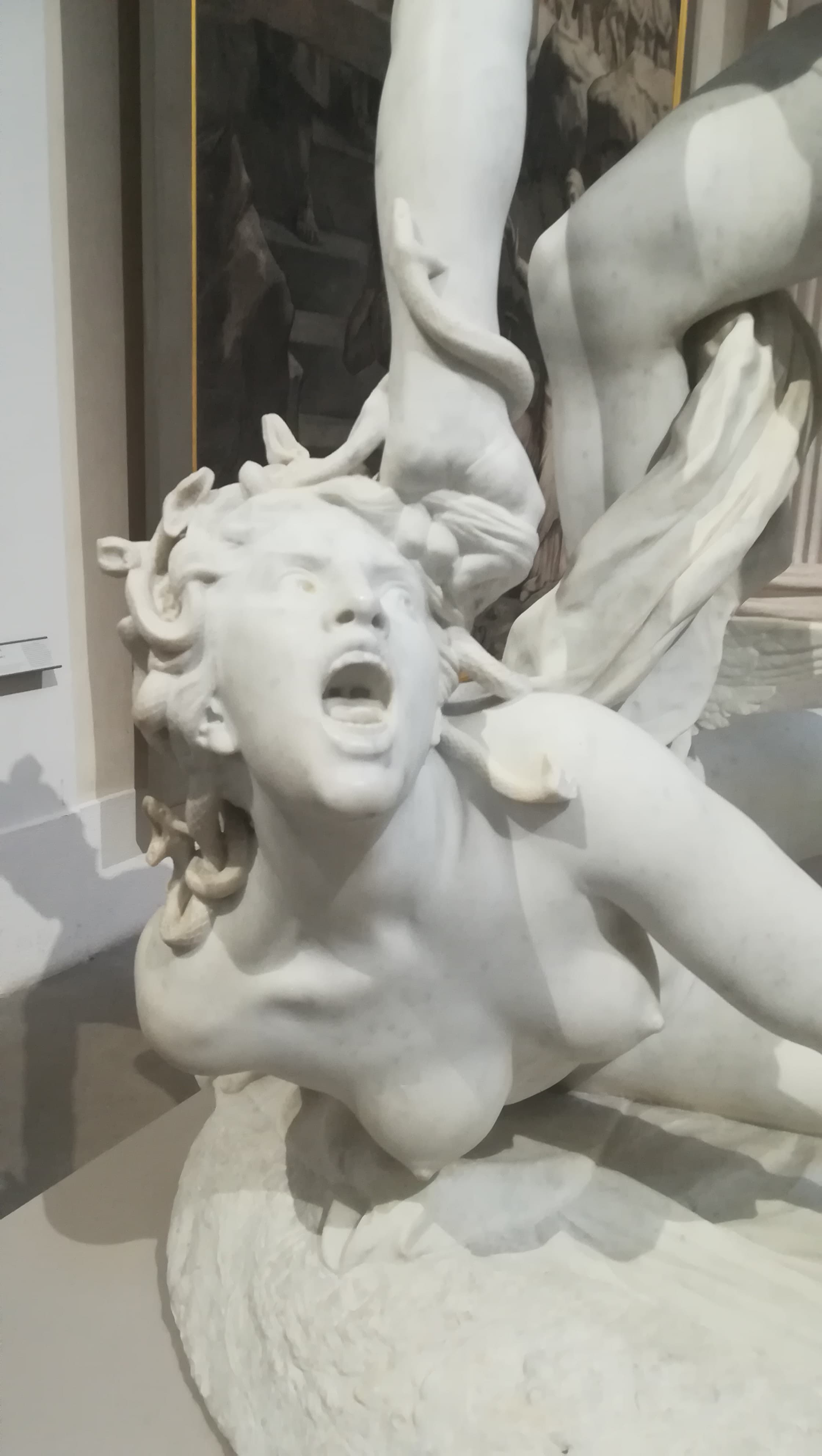
Méduse
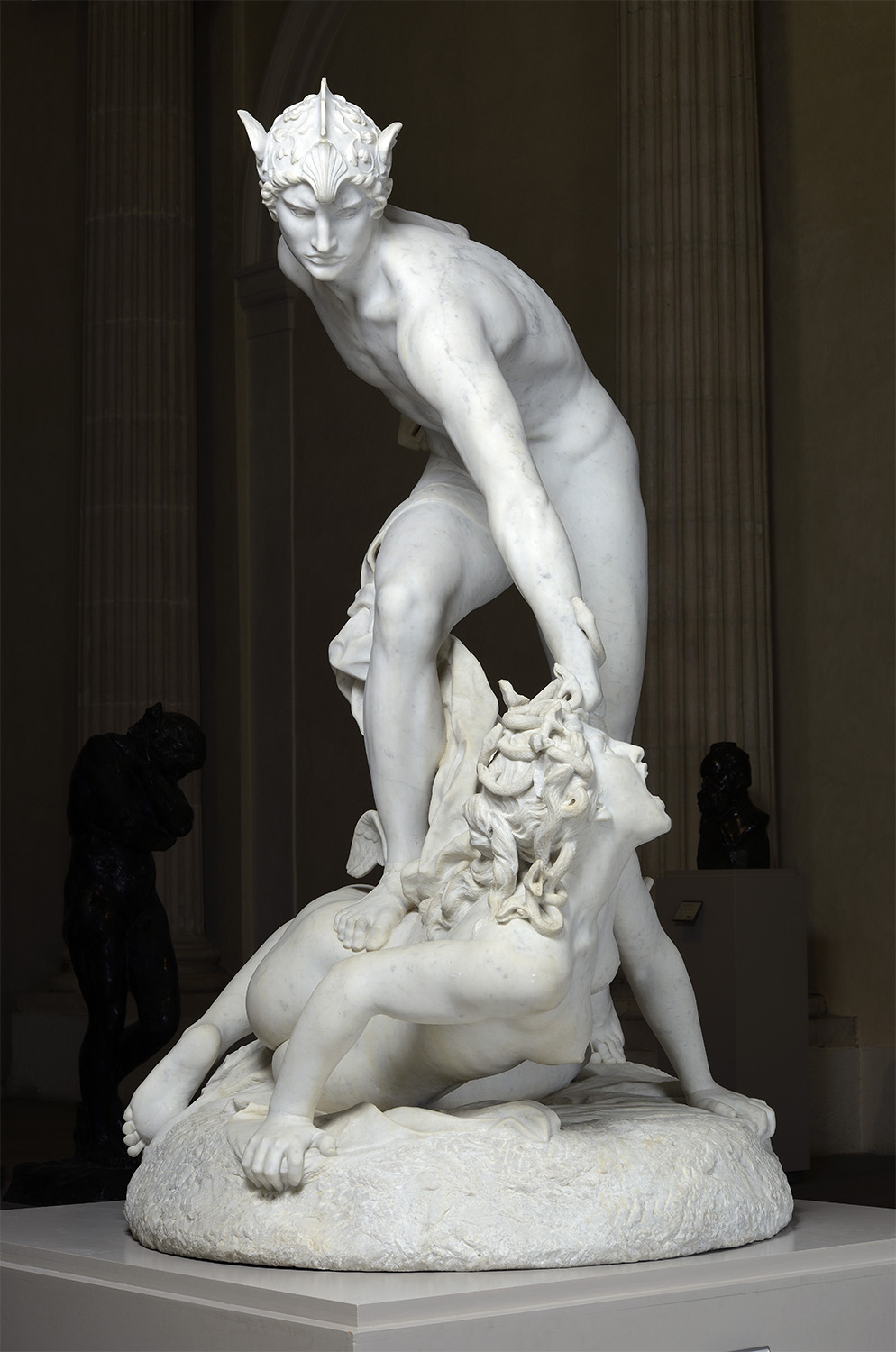
Persée de face

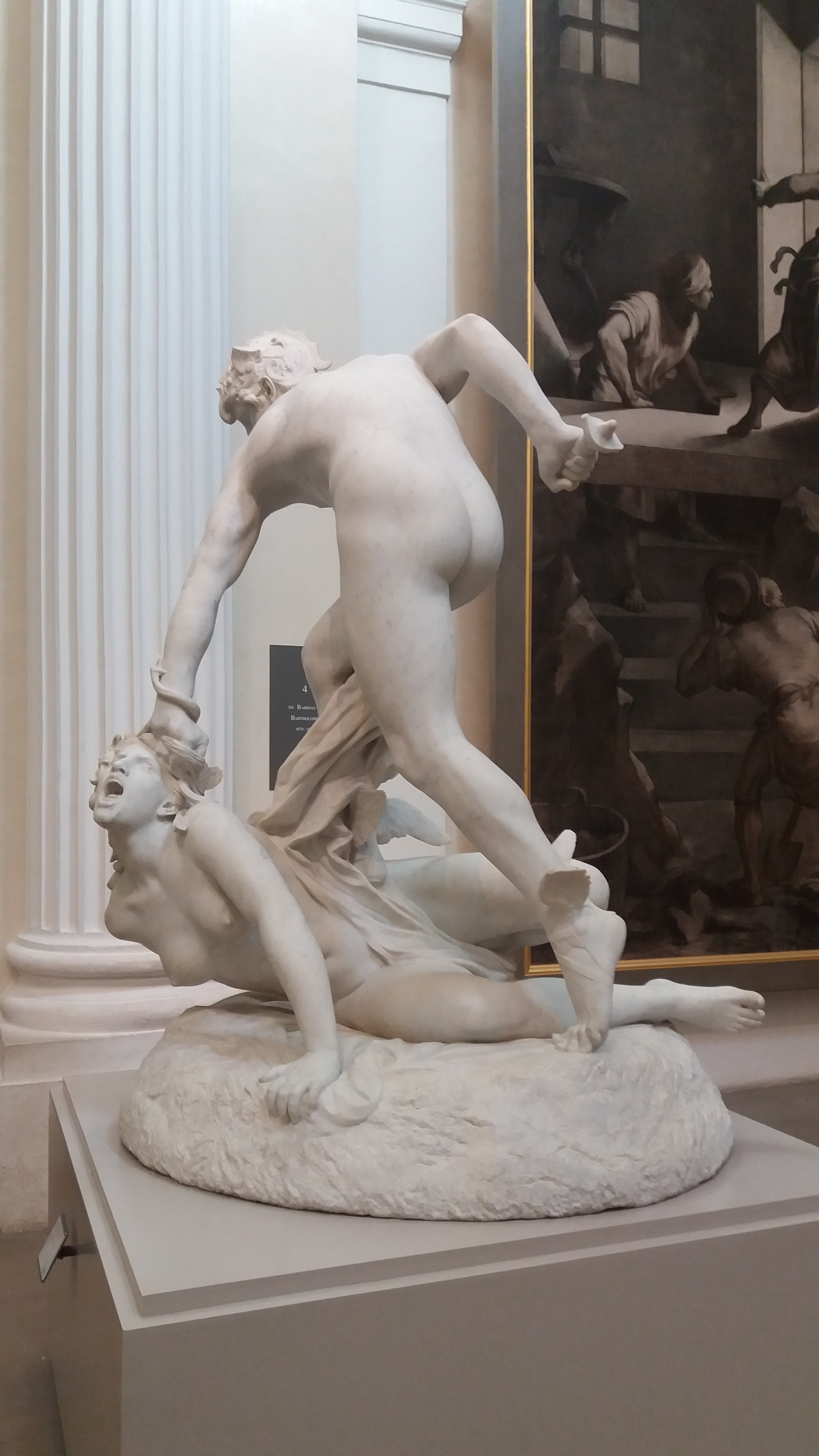
Méduse de face
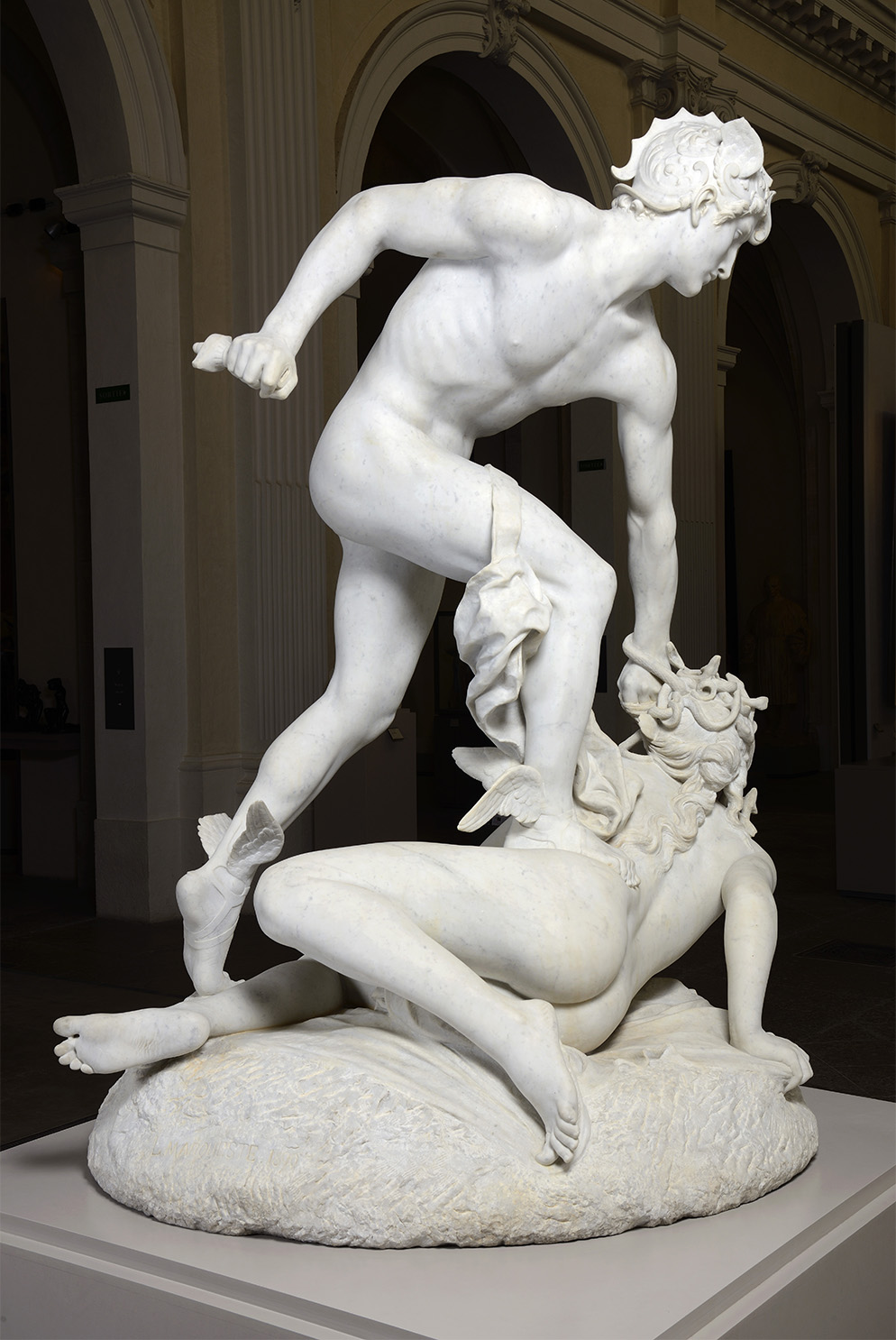
Profil de Persée et dos de Méduse
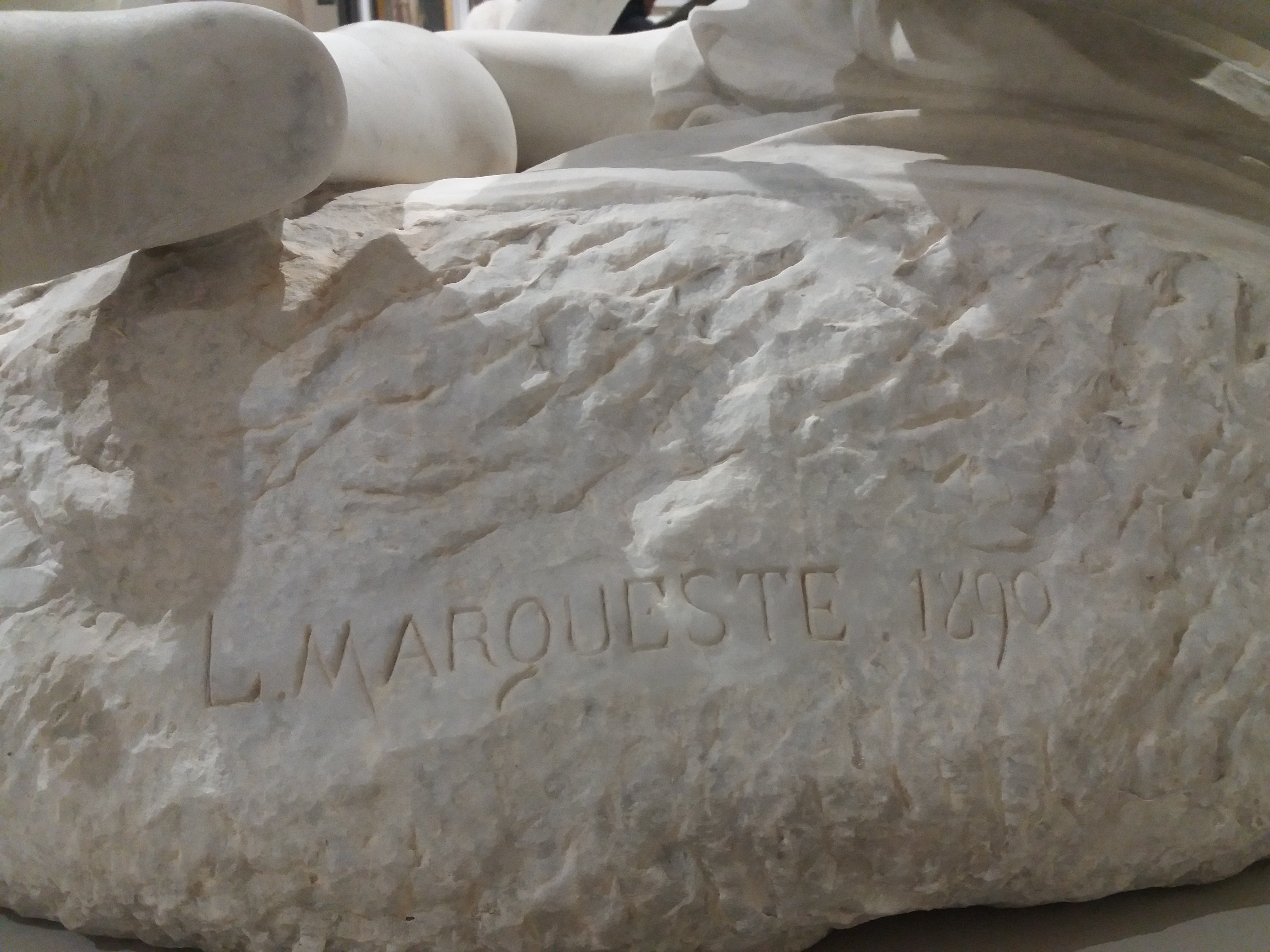
L. MARQUESTE. 1890

## Analyse

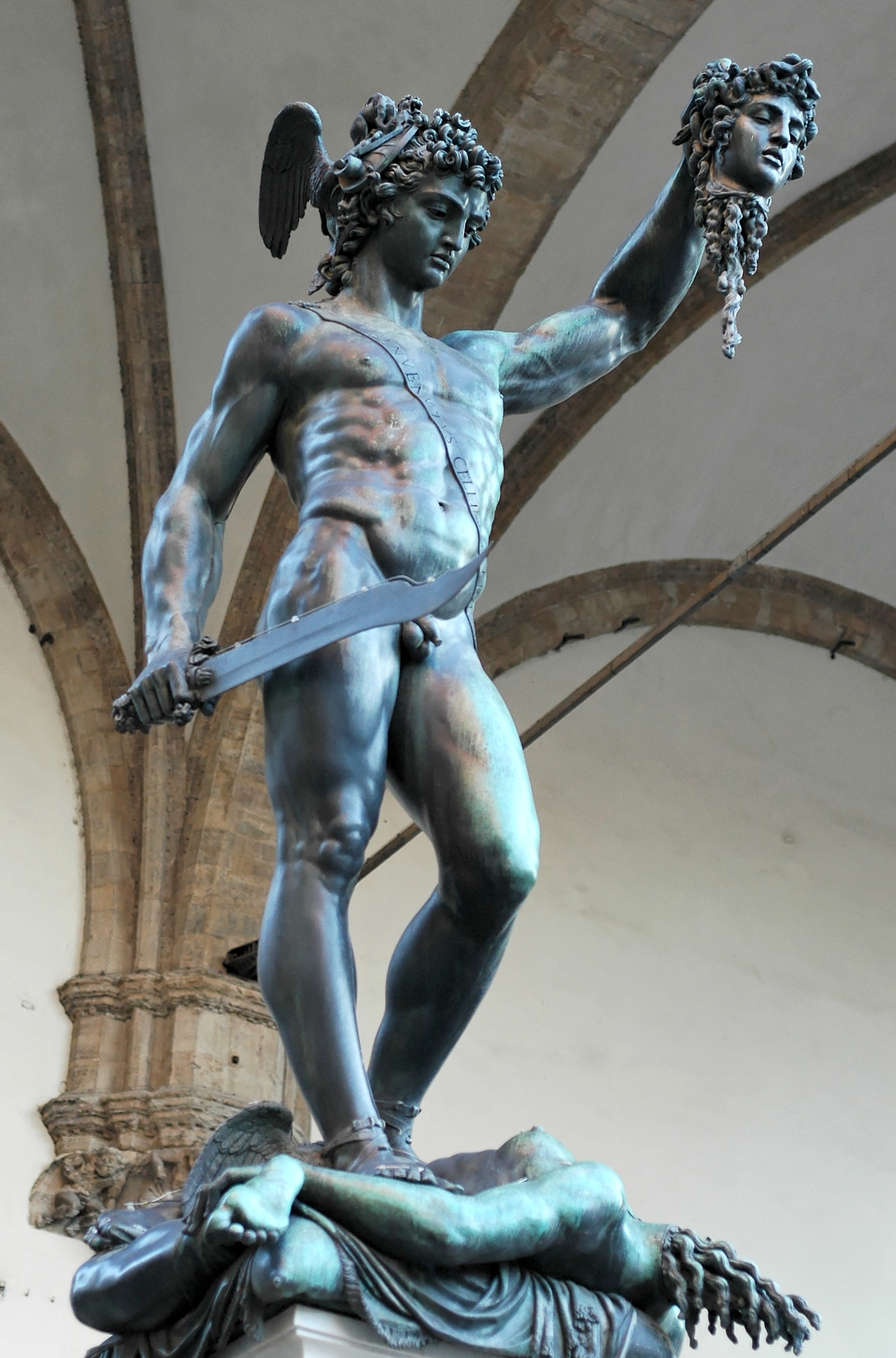
Persée tenant la tête de Méduse (Cellini, 1553).

Marqueste s'inspire du nu antique et de la statue de Benvenuto Cellini, Persée tenant la tête de Méduse (1553). Il ajoute le mouvement de la lutte, mais « un regard féministe porté sur l'œuvre ne peut du reste qu'enregistrer avec un certain malaise le contraste entre la maîtrise virile et la gesticulation vaincue du corps féminin ». Le seul point commun que l'on peut trouver avec la statue de Joseph Carlier, Gilliatt et la pieuvre, c'est le style néo-baroque, cette dernière faisant référence aux Travailleurs de la mer de Victor Hugo et non à la mythologie.
Il donne au visage de la Gorgone un air d'épouvante qui rappelle la Méduse de Caravage, à l'opposé de la Méduse Ludovisi qui semble endormie. Mais il prend probablement modèle sur celui de la Marseillaise du Départ des volontaires de 1792 de l'arc de triomphe de l'Étoile.

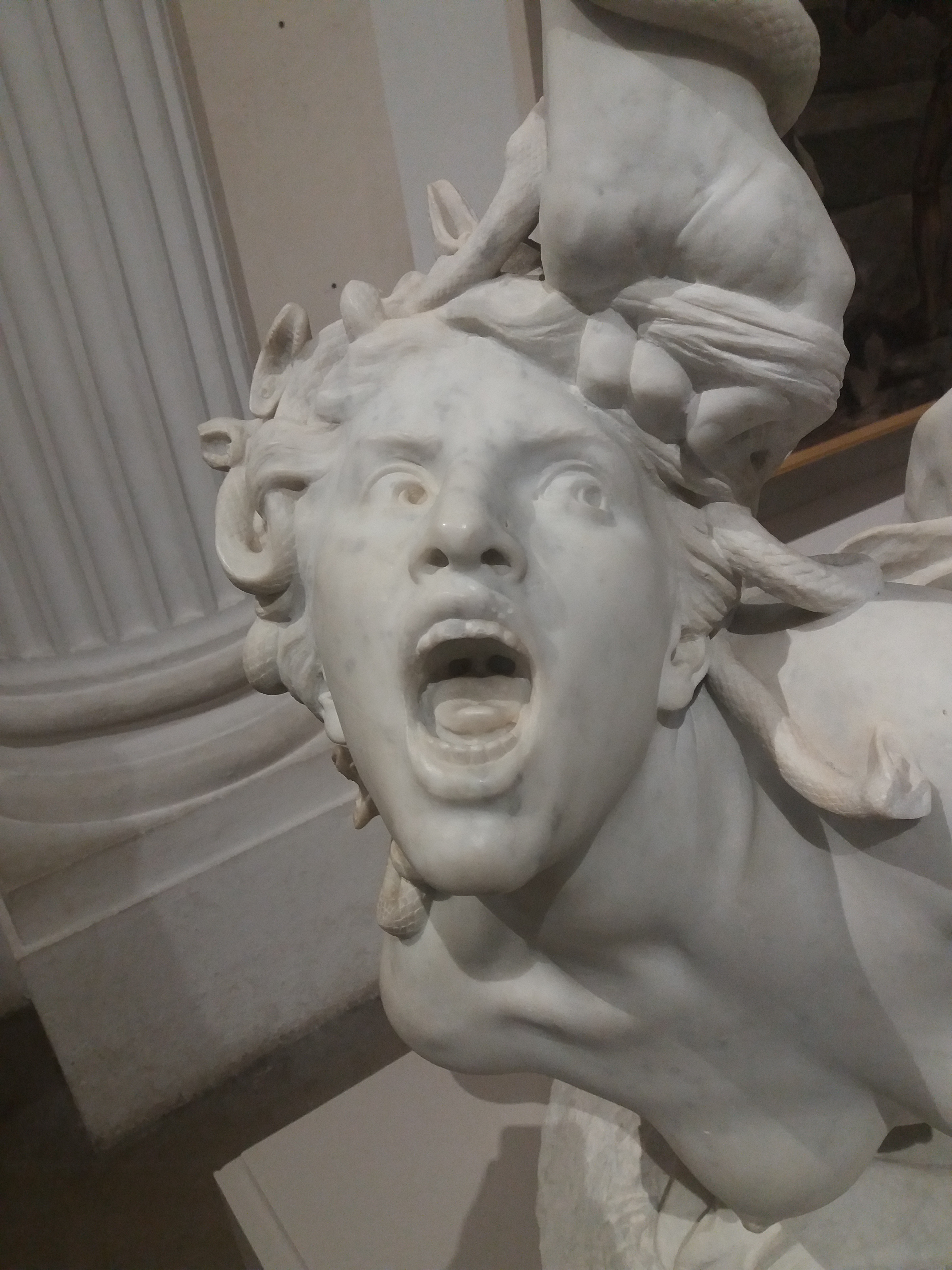
Méduse de Marqueste
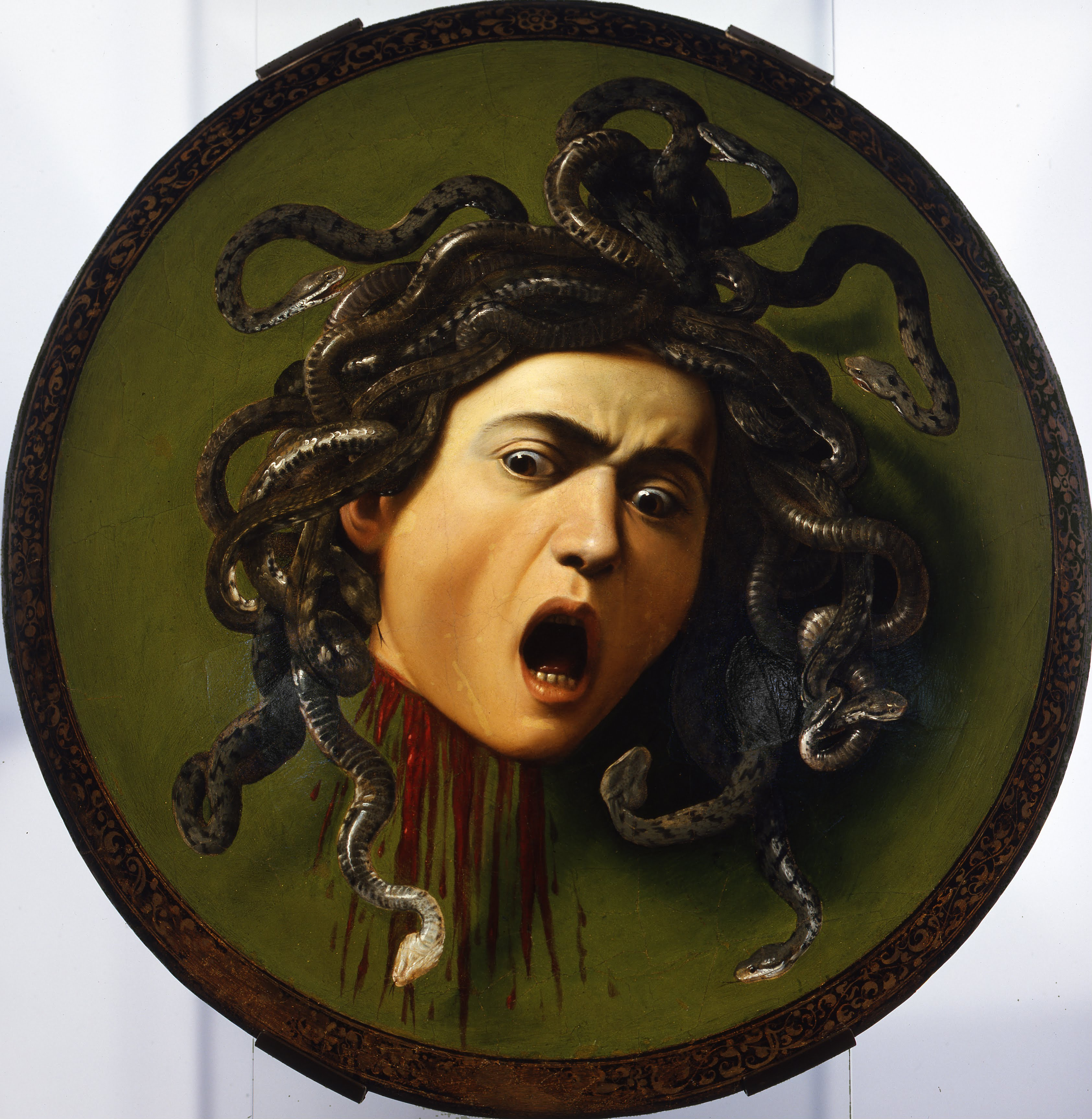
Méduse par Le Caravage (1597-1598)
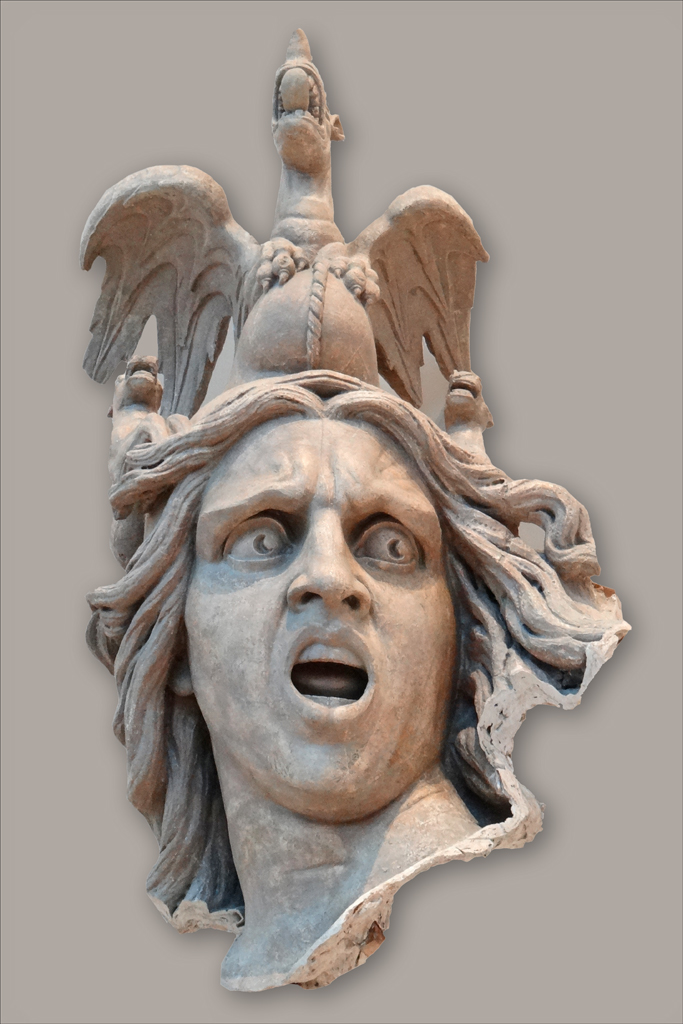
La Marseillaise de François Rude (1833-1836)

Marqueste sculpte le Bien triomphant du Mal, qui montre la bravoure de Persée contre l'horreur de Méduse. L'ensemble forme une unité dramatique dans laquelle les corps des deux combattants entraînent le spectateur dans une spirale typique d'une figura serpentinata, l'invitant à tourner autour de l'œuvre.
En 1890, le critique Maurice Albert remarque que Marqueste a donné à la Gorgone un corps gracieux qui contraste avec les versions antiques, généralement repoussantes et massives : il propose comme source d'inspiration le visage décapité de la Méduse Ludovisi qui évoque sa beauté avant qu'elle ne soit transformée en monstre par Athéna. À l'opposé, Louis de Fourcaud qualifie le groupe de « très robuste, mais très ennuyeux et très "prix de Rome" », par son influence trop classique et pas assez avant-gardiste selon lui. L'œuvre est dans l'ensemble bien accueillie par ses contemporains et jugée représentative d'une école toulousaine.

## Contexte

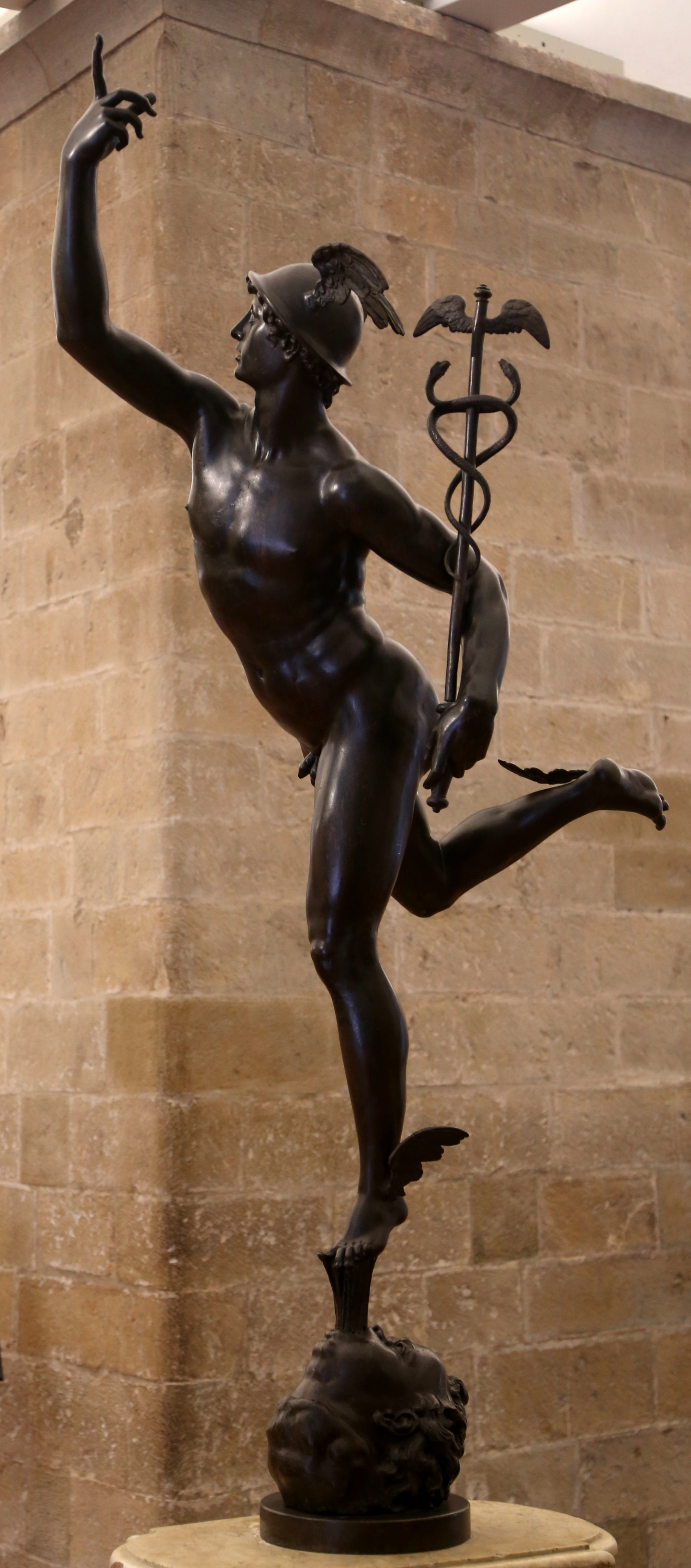
Mercure de Giambologna (1563), musée national du Bargello à Florence.

Laurent Marqueste appartient au groupe de sculpteurs français néo-florentins s'intéressant à l'art de la Renaissance, et s'inscrit ainsi dans le courant du maniérisme : le Persée de Cellini s'affiche vainqueur quand celui de Marqueste est en pleine action et s'observe de tous côtés. Son pied gauche en mouvement sur la pointe rappelle le Mercure de Giambologna. D'ailleurs, son centaure réalisé en 1892 s'inspire fortement de celui de Giambologna. On peut noter aussi des influences du Bernin, œuvres qu'il a pu observer quand il était à la Villa Borghèse.

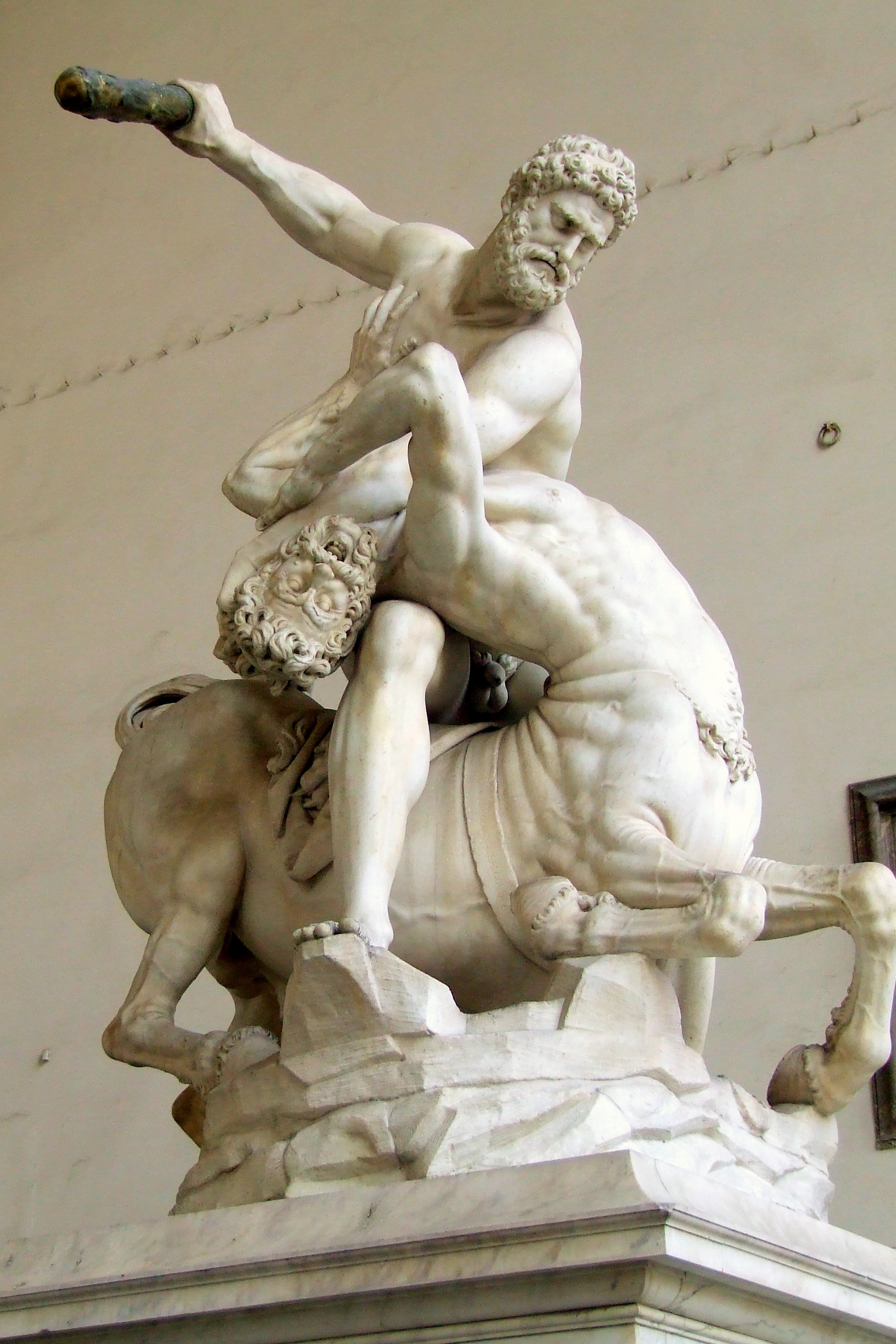
Hercules luttant avec le Centaure, Giambologna, 1594-1599
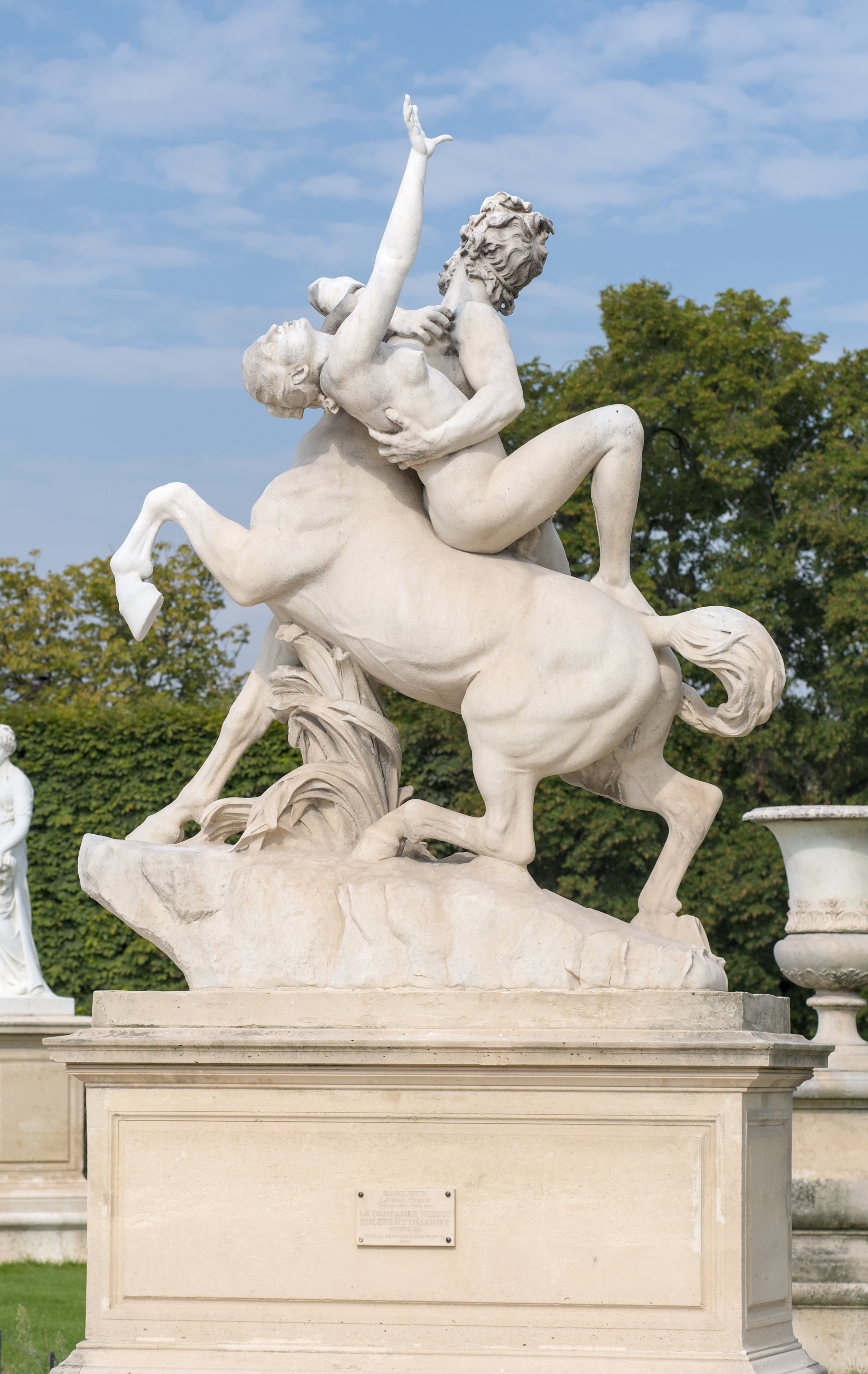
Le centaure Nessus enlevant Déjanire, Marqueste, 1892

La statue de Benvenuto Cellini et son thème ont aussi inspiré Auguste Rodin en 1887 et Camille Claudel en 1897,.

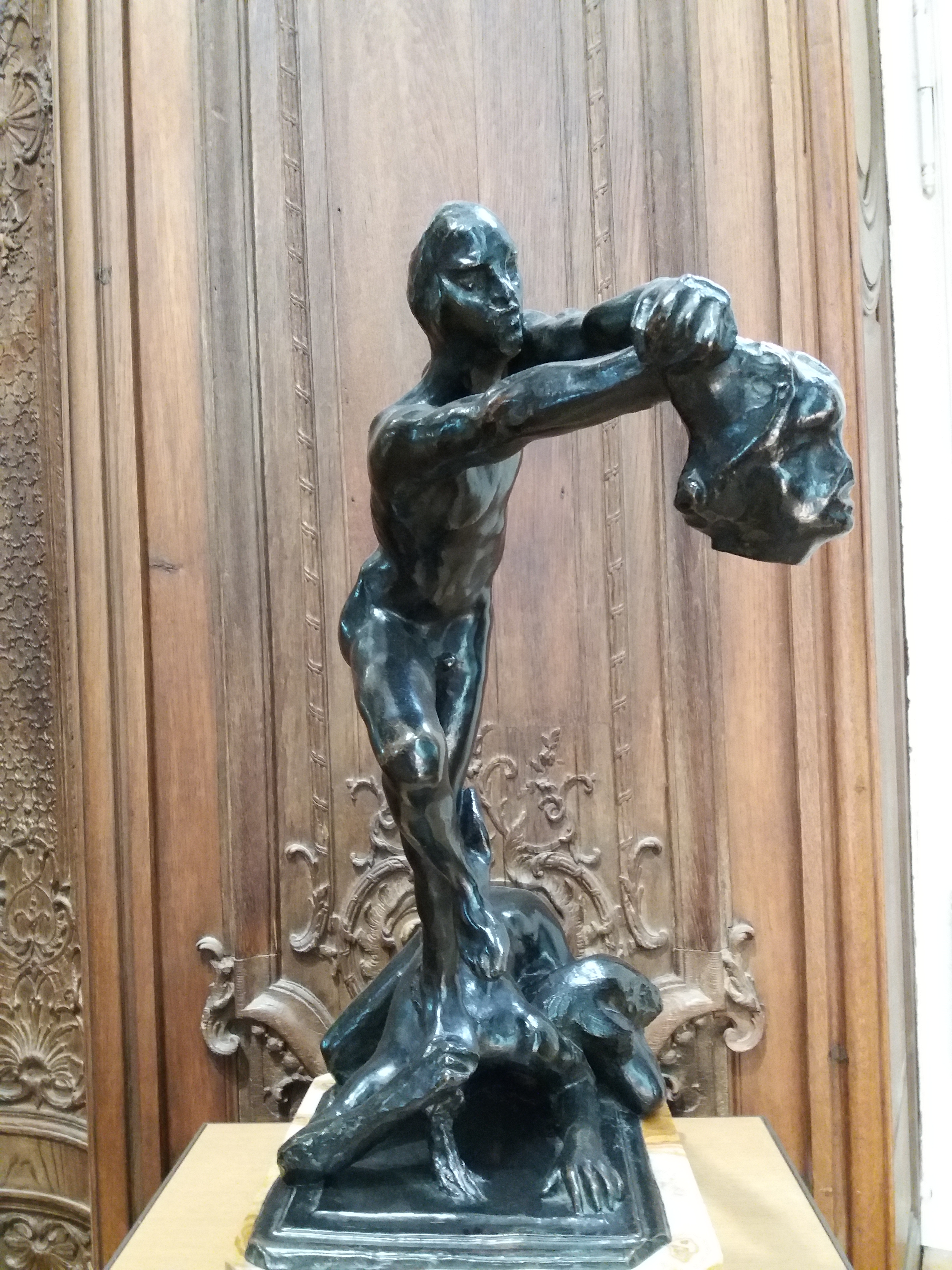
Persée et Méduse, Auguste Rodin, avant 1889
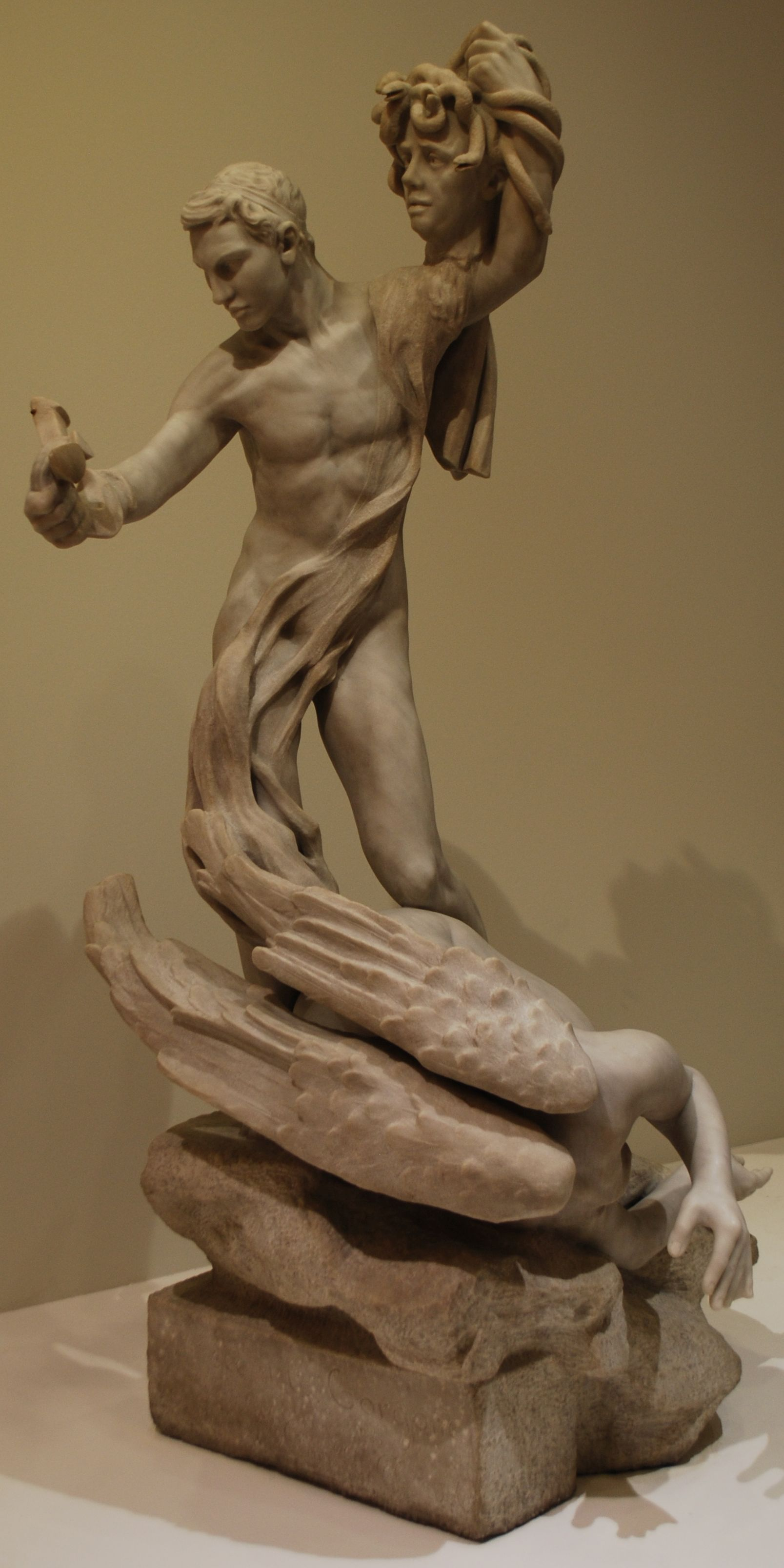
Persée et la Gorgone, Camille Claudel, 1897